# Maître du cycle dominicain
Ne doit pas être confondu avec Maître des Effigies dominicaines.

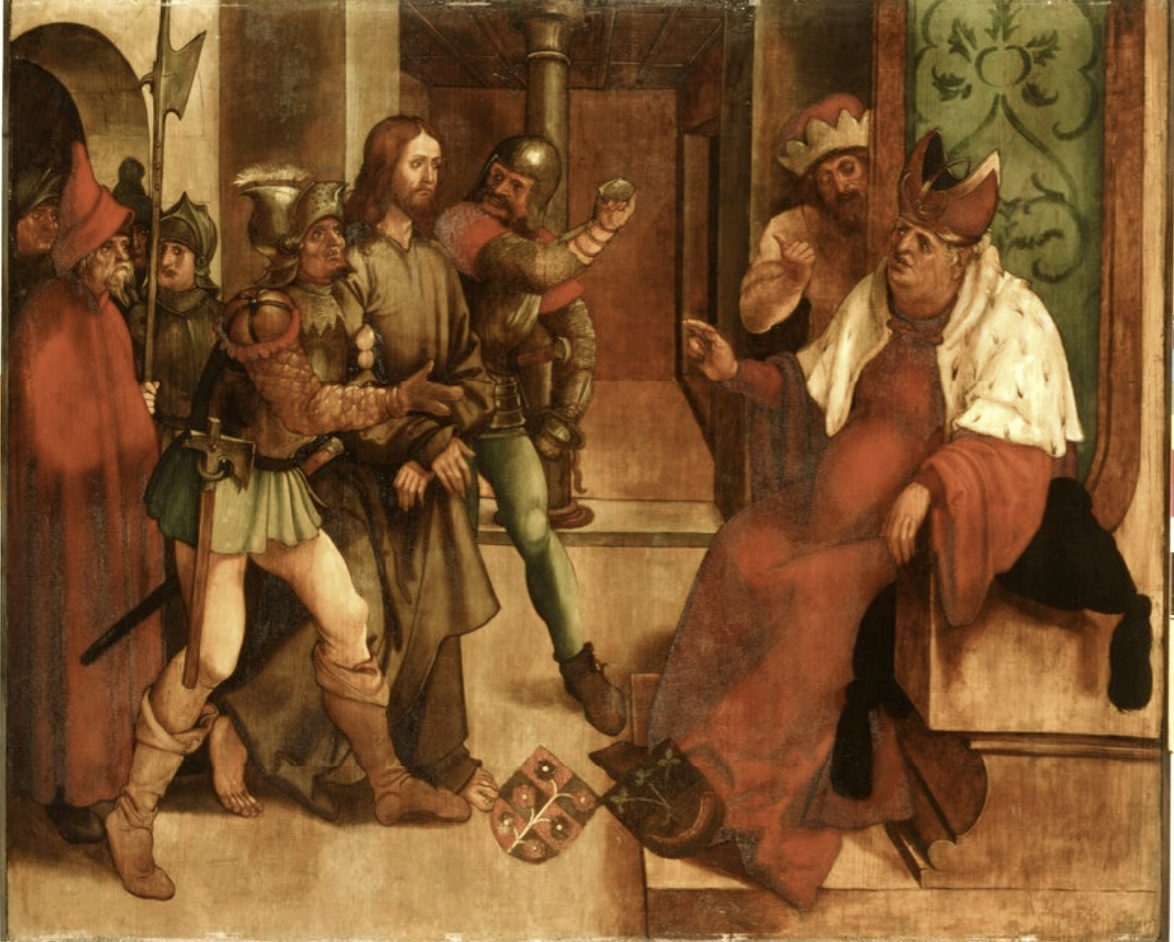
Christ devant Caïphe.

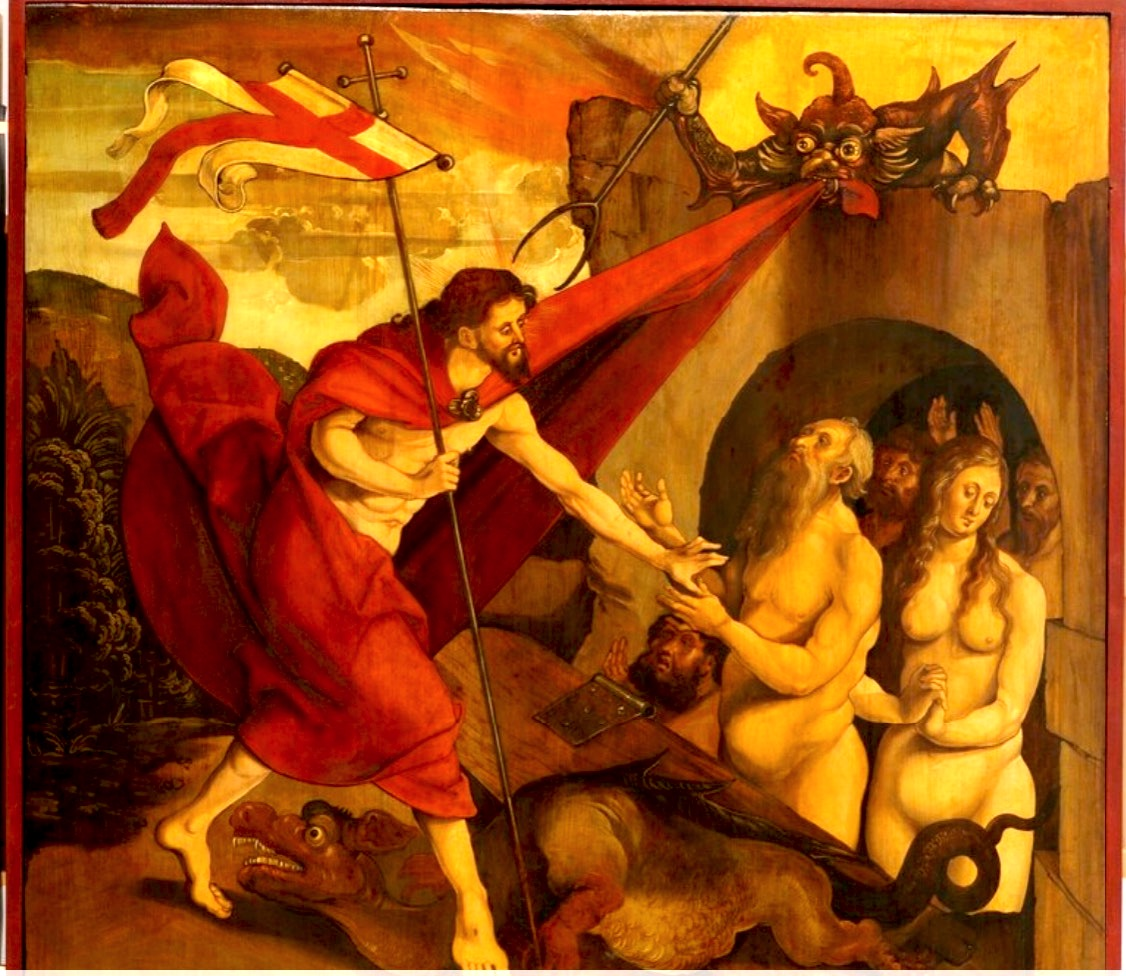
Christ dans les limbes.

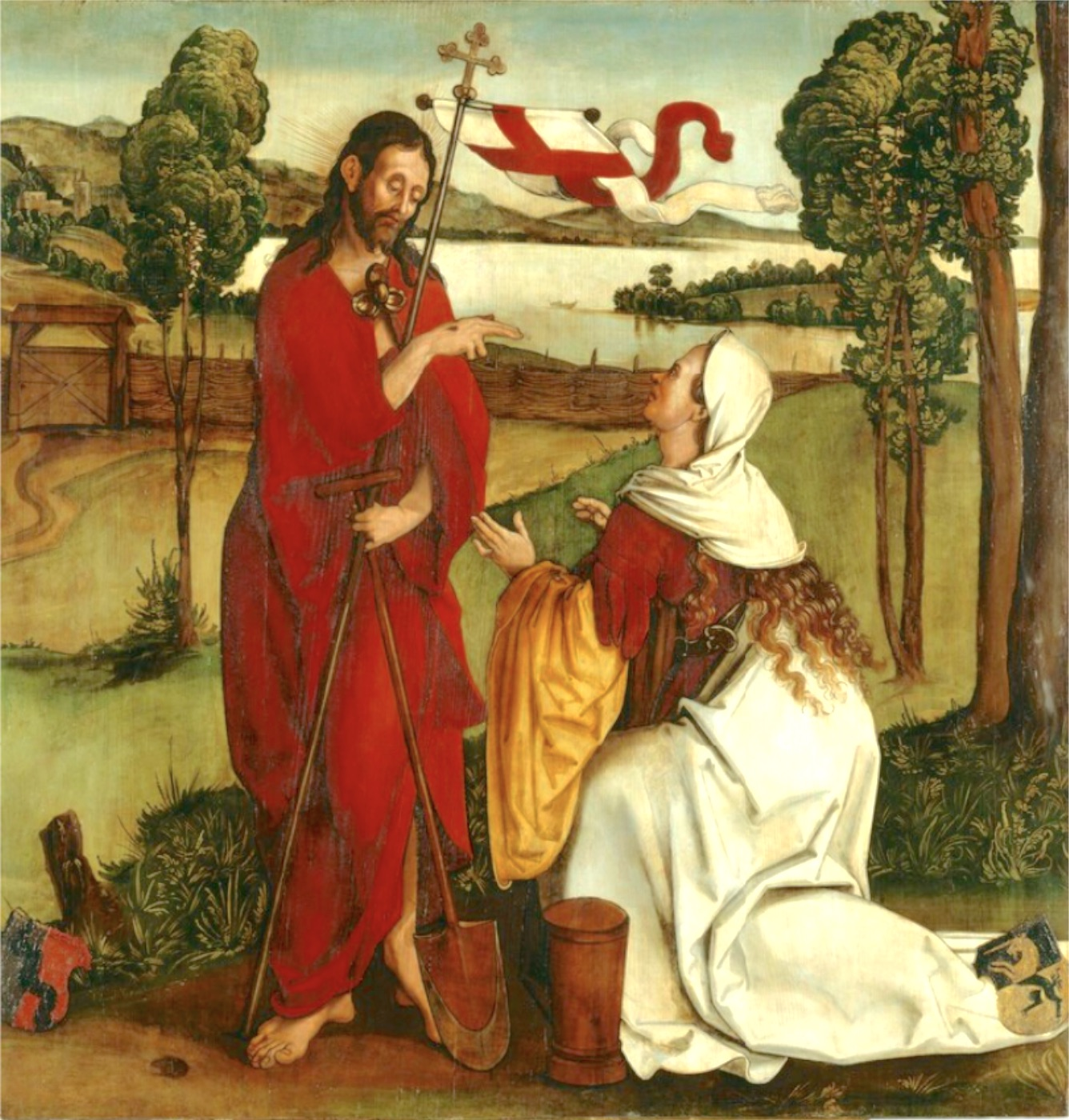
Noli me tangere.

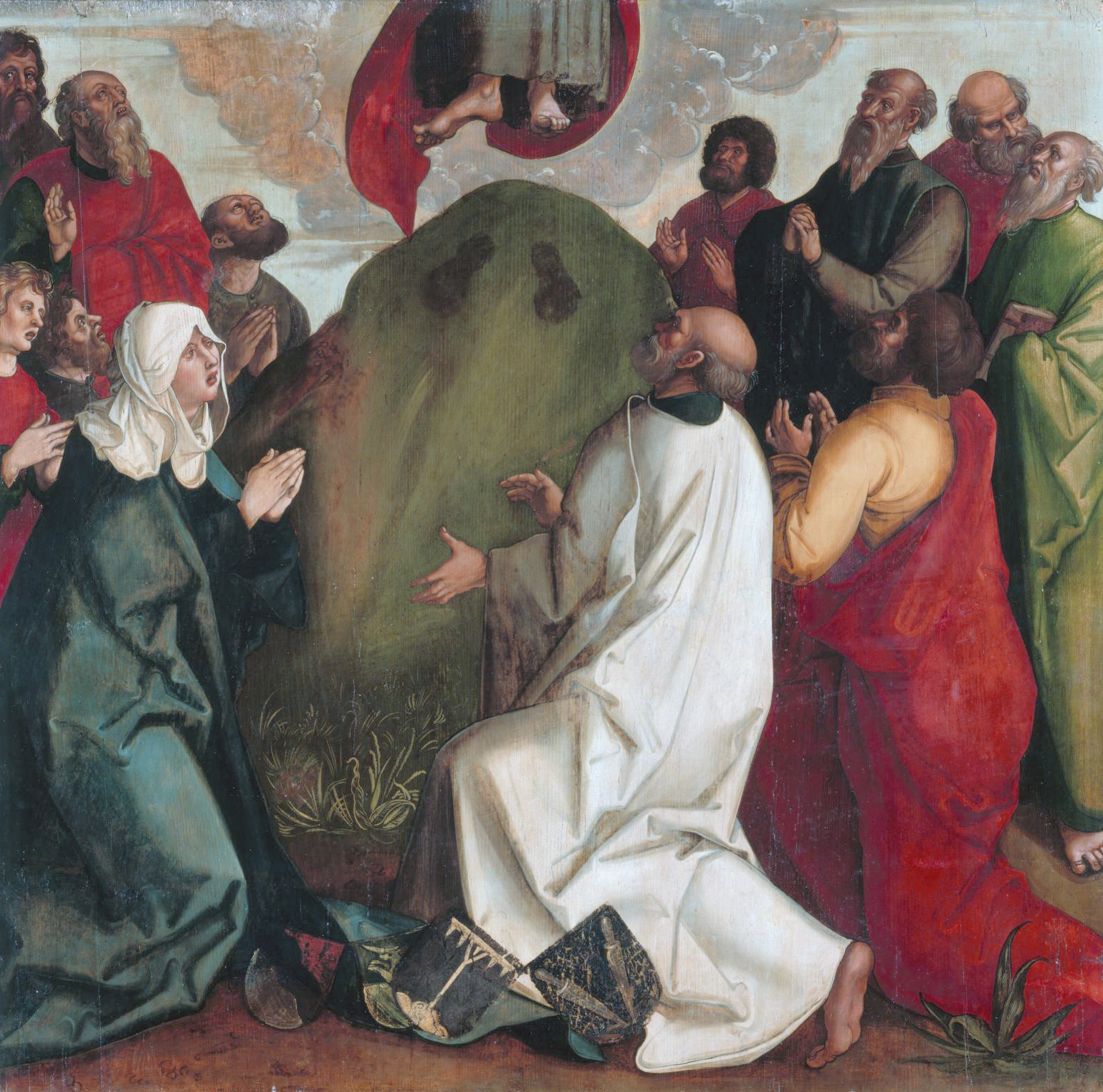
Ascension.

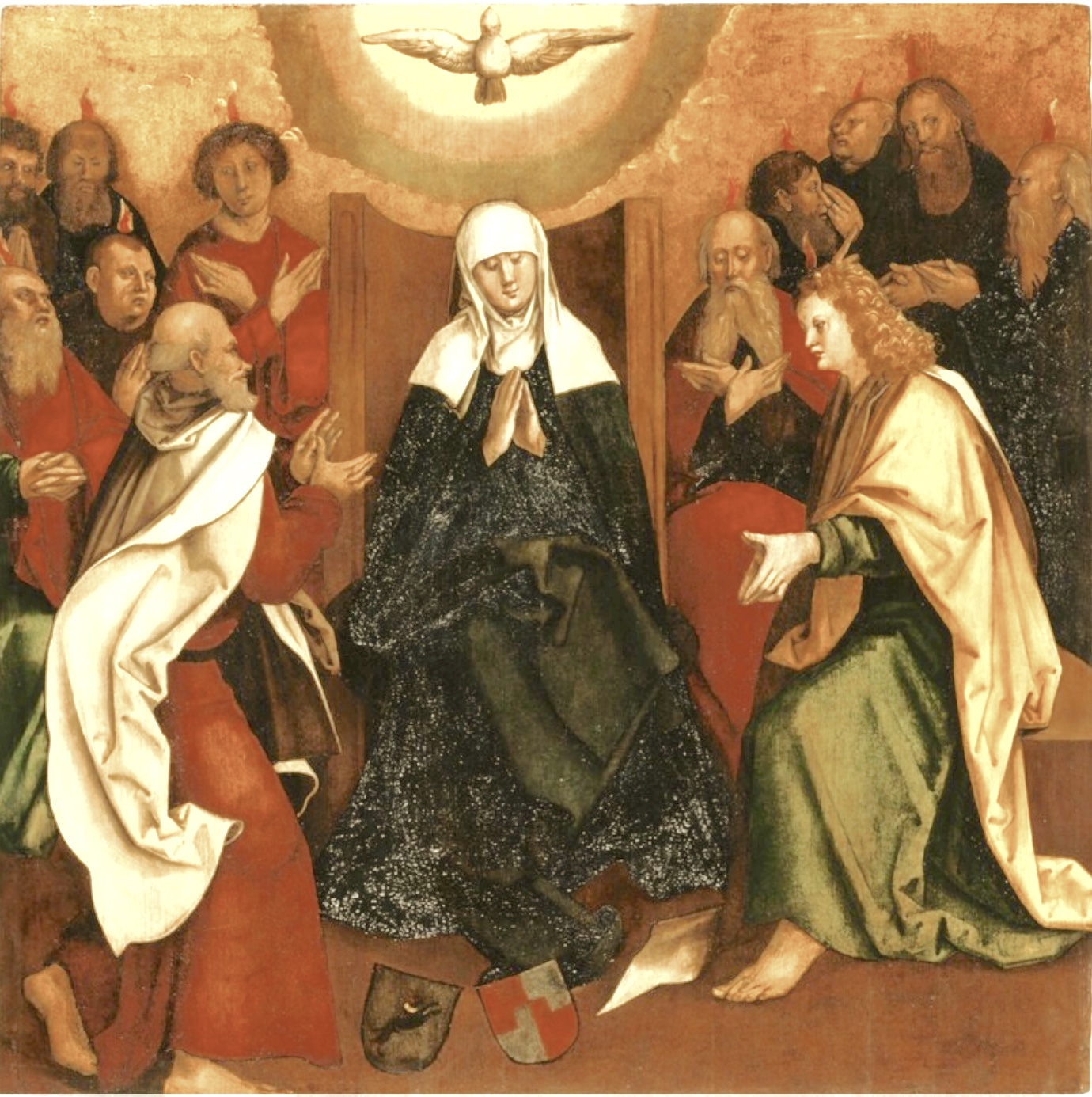
Pentecôte.

Le Maître du cycle dominicain ou Maître du cycle dominicain de Nuremberg est le  nom de convention d'un peintre anonyme du Moyen Âge tardif qui a peint une série de panneaux représentant la Passion du Christ vers 1511-1512. Les six tableaux ont été offerts à l'église du monastère dominicain de Nuremberg (de) par des citoyens de la ville, citoyens dont les armoiries sont encore visibles sur certaines des images. Le nom de convention du peintre s'appuie sur cette œuvre. L'œuvre  est un exemple de l'art de la peinture à Nuremberg à l'époque d'Albrecht Dürer, qui fut à partir de 1509 un émissaire du Grand Conseil de Nuremberg et occupa une position de premier plan parmi les peintres de Nuremberg. L'œuvre du maître du cycle dominicainest une illustration de l'influence de Dürer sur les autres peintres de Nuremberg.
Le cycle dominicain se compose des images suivantes, aujourd'hui conservées au Germanisches Nationalmuseum :
- Le Christ devant Caïphe[5]
- Le Christ dans les limbes[6]
- La résurrection du Christ[7]
- Noli me tangere[8]
- Ascension du Christ[9]
- Pentecôte[10].

Un autre tableau, représentant l'assomption de Marie et provenant de la famille Peller de Nuremberg était au XIXe siècle attribué de Michael Wolgemut, mais l'œuvre est maintenant attribuée au Maître du cycle dominicain. Ce tableau est maintenant une propriété privée aux États-Unis,.
Un autre tableau attribué au Maître du cycle dominicain représentant le Christ au mont des Oliviers se trouve dans la  Bayerische Staatsgemäldesammlungen .